# Ila (mitologia greca)
Ila (in greco antico: ῞Υλας?, Hylas) è un personaggio della mitologia greca, la cui storia si intreccia con quella di Eracle e degli Argonauti.

## Il mito
Eracle, il semidio nato da Zeus e Alcmena, si invaghì della bellezza di Ila e lo rapì dopo aver ucciso suo padre Teiodamante, re dei Driopi, mentre lottava anche contro questi ultimi. Ila lo accompagnò quindi nelle sue gesta, in qualità di scudiero. Secondo il mito, Ila era anch'egli un semidio, essendo nato dall'unione di Teiodamante con una ninfa, chiamata Menodice, figlia di Orione. In altre fonti, molto vaghe in merito, il principe sarebbe stato figlio di Ceice, o di un altro argonauta di nome Eufemo, cognato di Eracle.
Insieme si imbarcarono con Giasone per accompagnarlo alla ricerca del vello d'oro. Durante una sosta in Misia, Ila scese dalla nave con Eracle e si allontanò in cerca di una fonte d'acqua dolce.
Quando le Naiadi della fonte, che stavano danzando attorno alla sorgente, videro arrivare Ila, se ne innamorarono immediatamente. Nel momento in cui Ila si chinò per prendere l'acqua, una delle ninfe lo prese e lo tirò verso l'acqua per baciarlo, trascinandolo poi nel fiume con loro.
Eracle udì le grida di Ila e si mise a cercarlo disperatamente, temendo che fosse stato assalito da qualche ladro. Non solo egli non riuscì a trovarlo: gli Argonauti ripartirono senza di loro. Di Ila nessuno vide più traccia.
Durante le infruttuose ricerche Eracle si fece aiutare dagli abitanti della zona, e questo momento fu ricordato a lungo dai Misi, con una cerimonia annuale in cui i sacerdoti gridavano il nome di Ila per tre volte.

## Ila nella letteratura moderna e nell'arte
Il mito del rapimento di Ila fu molto amato dagli artisti in varie epoche, particolarmente dai Romantici, che più volte ritrassero il giovane irretito dalle Naiadi. L'opera più nota è probabilmente Ila e le ninfe, olio su tela di John William Waterhouse, che raffigurò il giovane anche in un altro dipinto, ma insieme a una ninfa sola. La figura di Ila ha ispirato inoltre numerosi poeti e scrittori, alcuni tra i quali: Edmund Spenser, Christopher Marlowe, Oscar Wilde e Florence Earle Coates (che scrisse l'omonimo componimento, presente nei suoi Poemi).
Nel cinema storico è comparso in Gli Argonauti, dov'è stato interpretato da John Cairney.

## Galleria d'immagini

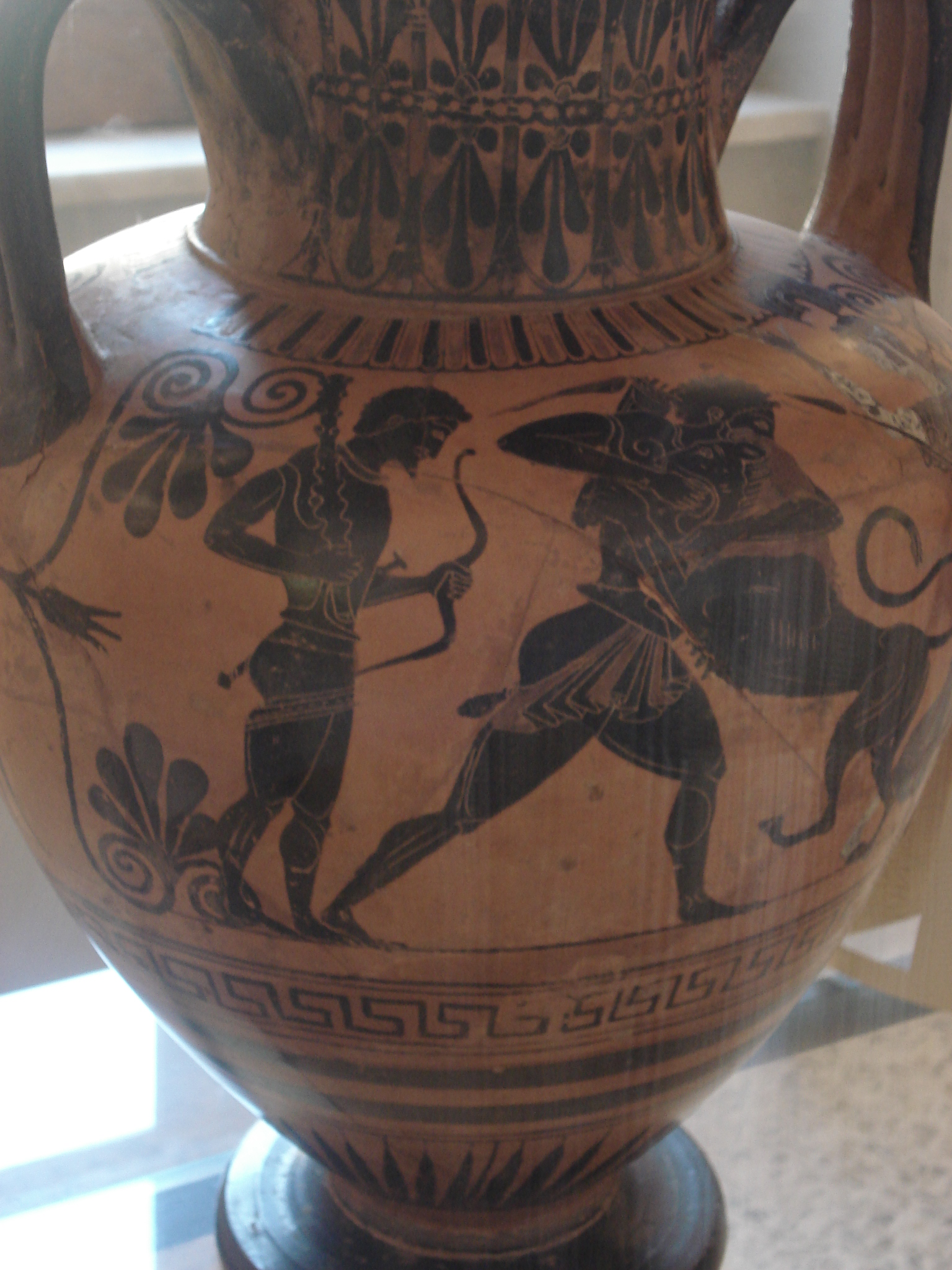
Ercole ed Ila, vaso del VI secolo a.C., a Palermo (Museo archeologico regionale Antonio Salinas).
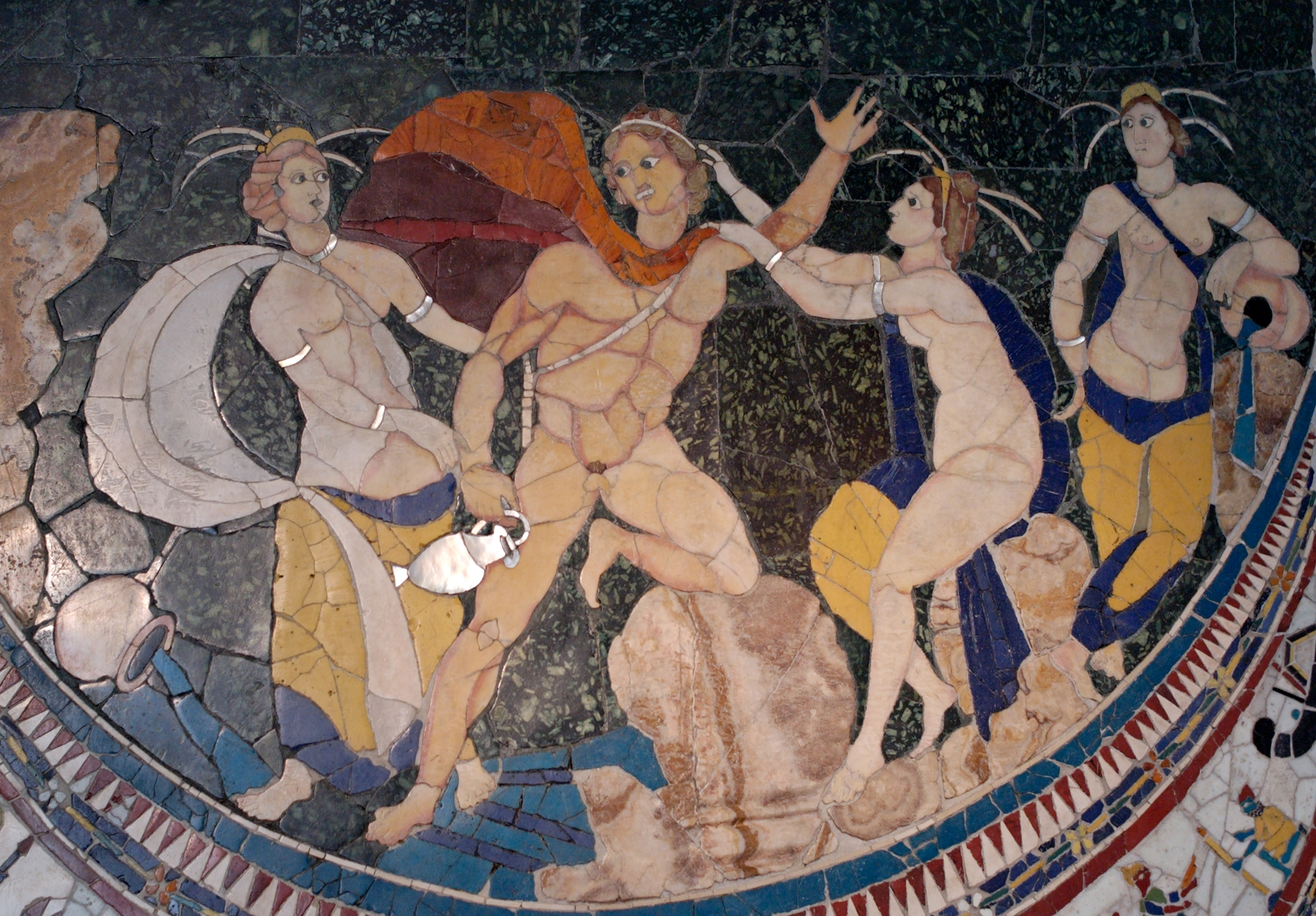
Ila e le ninfe, ex-basilica di Giunio Basso, a Roma (prima metà del IV secolo).
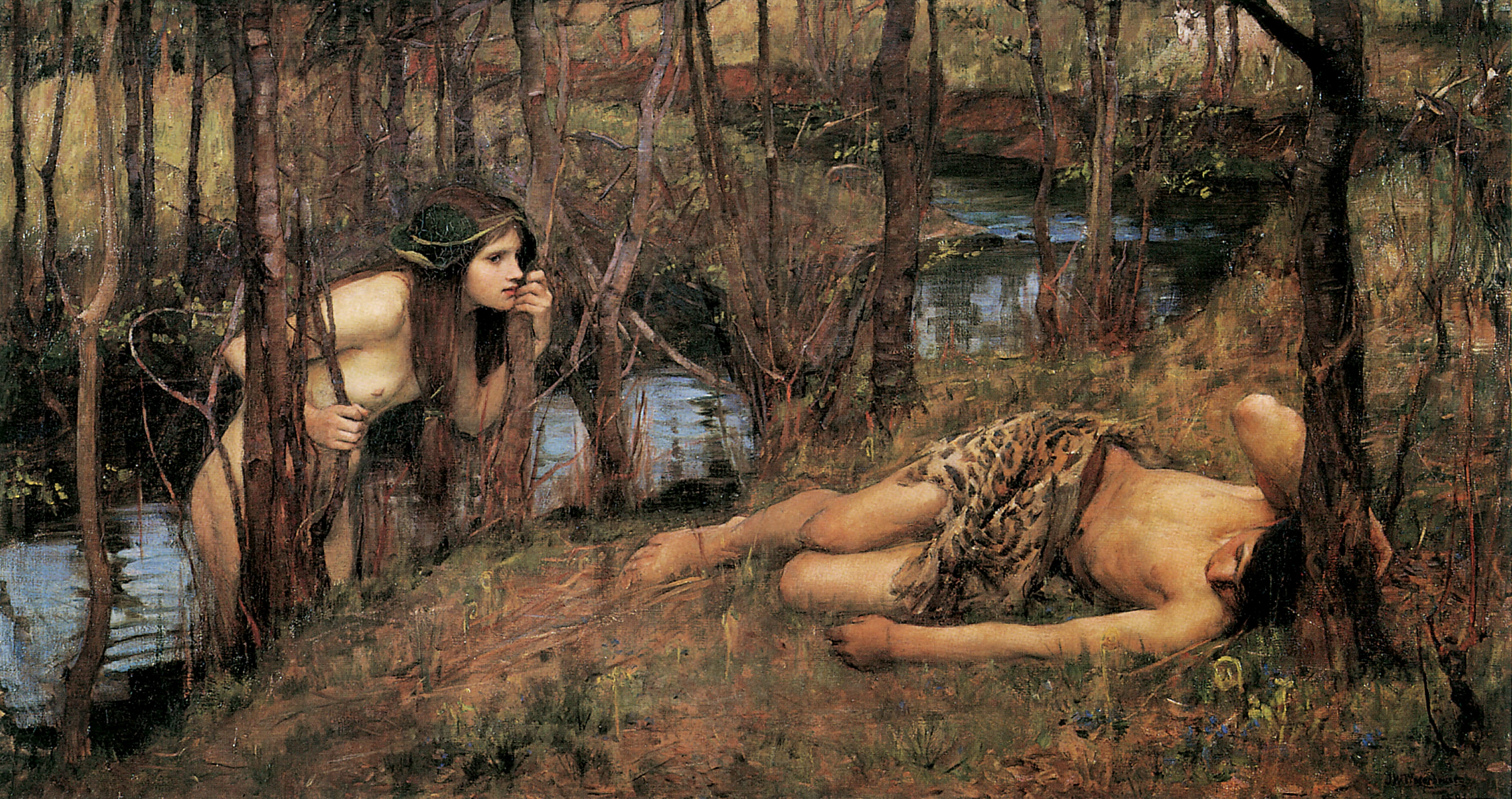
Ila con una Ninfa, 1893, dipinto di John William Waterhouse.